# Гесте, Вильям
Вильям (Василий Иванович) Гесте (Эсти) (англ. William Hastie; 1753 или 1763 — 1832) — шотландский инженер и архитектор, работавший в Российской империи.

## Биография
Сведения о карьере архитектора сохранились с 1784 года, когда он по приглашению Чарлза Камерона прибыл в Российскую империю и поселился на Английской улице в Царском Селе. Работал чертёжником на строительстве Царскосельских дворцов.
В марте 1787 года он вместе с двадцатью тремя шотландскими мастеровыми каменотёсного дела продлил контракт с Конторой строений Царского Села. Условиями контракта предоставлялось:
- 350 рублей годового жалованья,
- Казённое жильё,
- 15-часовой рабочий день с двумя перерывами по два часа на завтрак и обед,План главной мечети города Кефы, снят в 1798 году Гесте

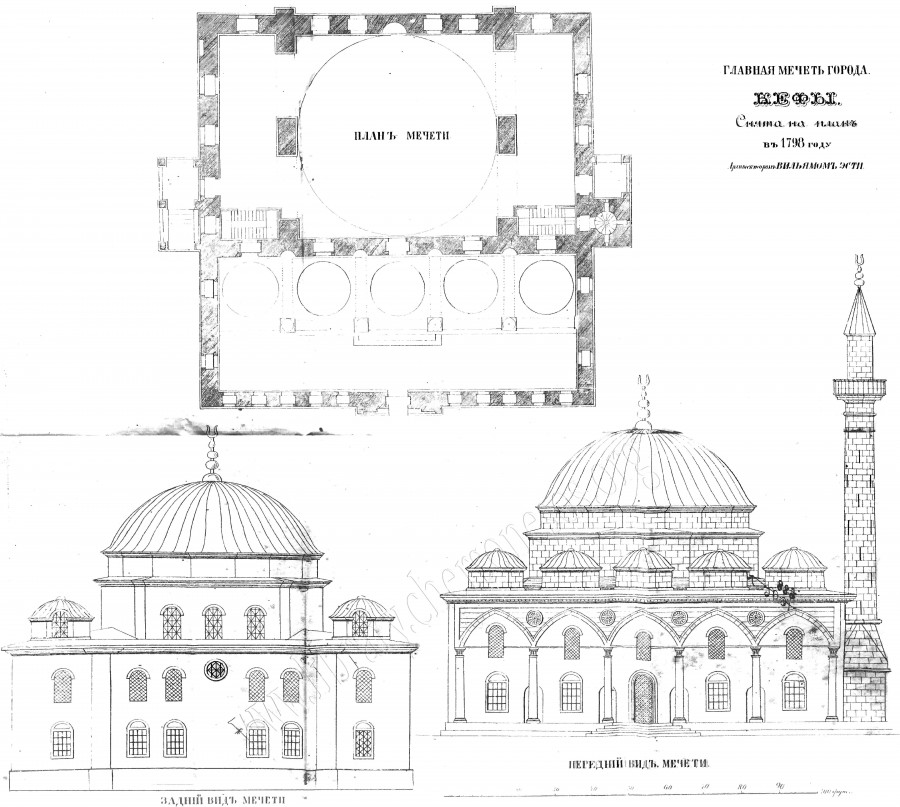
План главной мечети города Кефы, снят в 1798 году Гесте

- 30 рублей на обратный проезд в Шотландию.

Последний пункт контракта В. Гесте не понадобился: с 1792 года он поступил на службу архитектором в Кабинет Ея Императорского Величества, разрабатывал проекты «образцовых» домов, одобренные императрицей Екатериной II.
С 5 июля 1795 года по 3 июня 1799 года был губернским архитектором в Таврической и Екатеринославской губернии. Одними из основных его работ этого периода являются обмеры ханского дворца в Бахчисарае, мечети Джума-Джами и мечети султана Селима в Феодосии авторства великого османского зодчего Синана и других памятников архитектуры Крыма.
21 апреля 1817 года был окончательно утверждён новый план Екатеринослава, составленный В. И. Гесте. Этот план закрепил перемещение центра в нижнюю часть города.

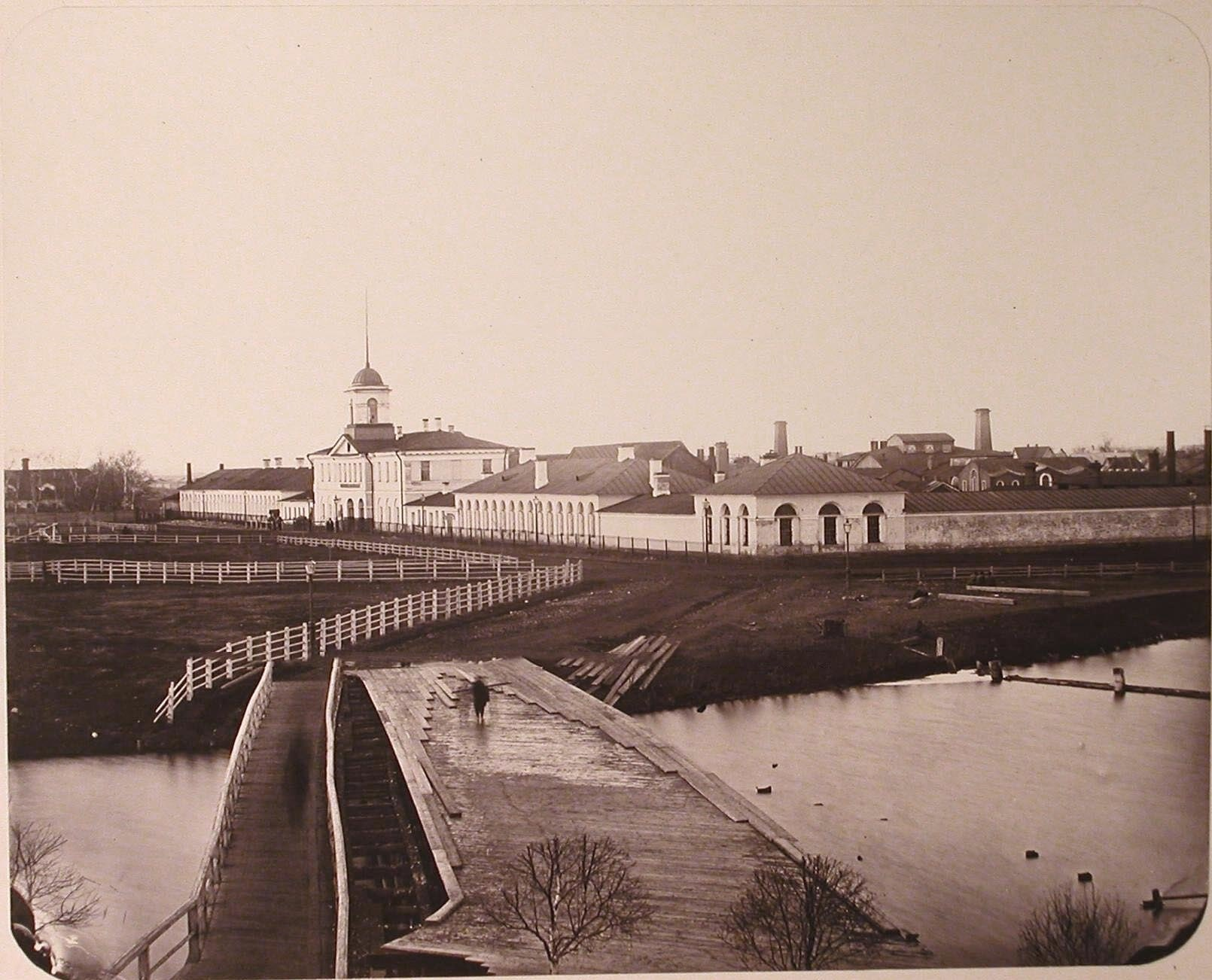
Здание Заводской конторы Ижорских заводов. Фотография датирована 1866 годом. Во время Великой Отечественной войны сильно пострадало, перестроено

### 1803—1805 Реконструкция Адмиралтейских Ижорских заводов
После этого Гесте вернулся в Санкт-Петербург, где работал под руководством шотландского инженера К. К. Гаскойна.
С сентября 1803 года по февраль 1805 года был архитектором Ижорских заводов, спроектировал ряд построек и сооружений: в 1803—1804 годах здание заводской конторы, в начале XIX века совместно с К. К. Гаскойном строит каменную заводскую плотину на реке Ижора. Историки архитектуры считают, что именно здесь под руководством Гаскойна Гесте получил навыки работы с металлом, что пригодилось ему через несколько лет, когда он проектировал и руководил строительством ряда мостов в столице.

### 1806—1820 Первые чугунные мосты Петербурга
Приступив к задаче перестройки мостов в металле, архитектор продолжил имевшиеся традиции «…(строить мосты) с надлежащею прочностью и красотою».

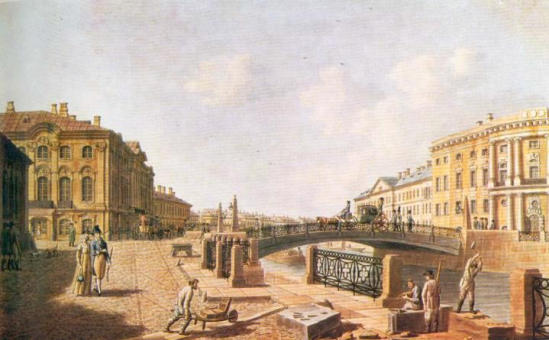
Полицейский мост в 1811 году

В 1805—1806 годах Гесте строит пешеходный чугунный Бердов мост через реку Пряжку, используя предложение конструкции моста Р. Фултона, опубликованное в Лондоне в 1796 году. Хрупкость чугуна наряду с невозможностью восприятия растягивающих усилий определили арку как конструктивную форму пролётного строения, для того, чтобы промышленно производить унифицированные части пролётного строения мостовых конструкций, арочный свод был разбит на отдельные составляющие элементы.
После успешной проверки идей и технологий, инженер применил тот же метод при обновлении переправ через Мойку.
Идея проекта моста из чугунных ящиков, скреплённых болтами, чрезвычайно понравилась Гесте. Он убедил в её состоятельности других градостроителей, и в 1806—1820 годах по проектам и под наблюдением Гесте в Санкт-Петербурге были построены чугунные мосты: Зелёный мост, Красный мост, Поцелуев мост через реку Мойку, Обводный, Александровский мост через Введенский канал.
Кроме того, Гесте возглавлял группу архитекторов, проектировавших вариант замены мостов на реке Мойке в месте истока канала Грибоедова. Его проект реализован не был, был предпочтён вариант А. А. Бетанкура: Тройной мост.

### 1808—1832 Городской архитектор Царского Села
Одновременно со строительством мостов в столице Гесте занимался проектными и строительными работами в Царском Селе.
С 1808 года при императоре Александре I Царское Село получило статус города — центра царскосельского уезда. С этого момента городским архитектором Александр I назначил Вильяма Гесте. Здесь он проявил себя в качестве талантливого архитектора-градостроителя, с опорой на классицистические принципы строгой регулярности разработав для быстрорастущего города проект общей перепланировки и перспективного планировочного развития, а также значительное число архитектурных проектов по официальным и частным заказам.
Зодчий начал работу с составления генерального плана застройки города: Царское Село было разбито на кварталы, застроенные симметрично расположенными зданиями. Кварталы делились на участки с садами и огородами. В генеральном плане были заложены четыре площади: торговая; административная; полукруглая и Знаменская.
В 1814—1815 годах по проектам Гесте строятся: Дом Канобио, Дом Теппера, комплекс зданий больницы, Гостиный двор, прачечный двор, материальный двор, торговые бани, а также многие другие дома для горожан.
Сохранились построенные по его проектам:
- Дом дворцового управления (Леонтьевская улица, дом № 8; Средняя улица, дома № 1-3),
- Комплекс зданий Полицейского управления (Леонтьевская улица, дом № 28),
- Дом Канобио (Леонтьевская улица, дом № 15).

### 1806—1817 Главный архитектор Российской империи
В 1806 году задачи упразднённой императором Павлом I Комиссии о каменном строении городов Санкт-Петербурга и Москвы были возложены на вновь созданный в структуре Министерства внутренних дел Строительный комитет.
В составе комитета работали ведущие практики архитектуры и градостроительства России того времени.
В том числе в комитет вошёл и Вильям Гесте, с 1810 года он работал в качестве администратора (руководителя экспертно-проектного бюро) и, как профессионал и градостроитель-практик он возглавил 
огромную по масштабам работу «по рассмотрению и переделыванию городовых планов по всему государству»

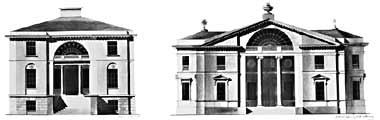
Проекты образцовых домов, разработанные В. Гесте в 1810-е годы

В этой должности выдержки из понравившегося императору плана в качестве «образцовых» проектов кварталов в 1811 году были разосланы В. Гесте во все губернии России для использования в качестве обязательного руководства. Таким образом, с 1810 года Гесте фактически возглавил всё градостроительное дело в России.
Огромная работа В. И. Гесте, проведённая им в Царском Селе по проектированию общественных и жилых зданий, позволила ему в 1809—1812 годах составить два первых выпуска альбомов с «образцовыми» фасадами жилых частных домов (совместно с архитектором А. И. Руска). В этих альбомах было более двухсот чертежей для частных жилых зданий.
В. Гесте, став непосредственным руководителем градостроительного процесса в России, опирался в своей многообразной и трудоёмкой деятельности на помощь ряда высококвалифицированных сотрудников. Кроме того, архитектор смог сохранить за собою столь необходимые каждому профессионалу-практику проектно-творческие функции.

#### Города Центральной России
В 1803 году составил первый генеральный план города Уфы, но по различным причинам (в частности, банальное отсутствие денежных средств) план не был претворён в жизнь. Гесте в декабре 1817 года снова побывал в Уфе и вместе с губернским землемером Сметаниным внёс поправки в план.
В этом виде правительство утвердило проект 3 марта 1819 года, и этот генеральный план определил строительство Уфы в течение XIX века.
В 1812 году составил генеральный план Саратова.
В 1813 году составил первый генеральный план восстановления города Москвы после пожара 1812 года.
Но он был отклонён как не соответствующий духу города. 

В 1813 году составил генеральный план города Черкассы в стиле древнеримских городов: широкие, большой протяженности улицы, пересекающиеся под прямыми углами. 
В 1823 году разработал (совместно с А. А. Бетанкуром) генеральный план будущего развития Нижнего Новгорода, высочайше утверждённый в январе 1824 года.

#### Города Сибири
В середине 1820-х годов в бюро Гесте был разработан перспективный генеральный план города Красноярска.
После окончания работ над проектом он был «высочайше утверждён» 2 декабря 1828 года.
В 1825 году составил проект генерального плана города Омска, используя в качестве основы первоначальный городской план 1770-х годов. Первоначальная идея несколько схематичной регулярной разбивки кварталов с широкими прямыми улицами получила дальнейшее развитие и усовершенствование. Архитектор выделил в квартальной жилой застройке площади для приходских церквей и торговли.
С января 1826 года этот проект находился в Омске «для сверки с натурой», и позднее дорабатывался в Санкт-Петербурге, будучи возвращённым с рядом частных замечаний и предложений.
28 января 1829 года генеральный план Омска был утверждён императором и с этого момента на несколько десятилетий стал руководящей основой архитектурно-планировочного развития города.

Карта Томска 1898 года

В 1824 году бюро для экспертизы был предложен проект перепланировки и планировочного развития города Томска, составленный томским землемером С. Зверевым в 1820—1824 годах. Гесте внёс правки в проект и вернул его «для проверки с местным положением» в Томск.
Вариант, предложенный петербургским градостроителем, был рассмотрен в Томске и высказаны замечания по вопросу учёта в нём особенностей рельефа и других местных природных условий. Проект вновь был препровожден в Петербург, где уточнялся в бюро «по замечаниям из Томска» до 1830 года.
После окончательного согласования на месте, генеральный план города 8 августа 1830 года был утверждён императором Николаем I.
Кроме того, под его руководством были составлены генеральные планы застройки Киева, Вильно, Смоленска, Вятки, Пензы, Екатеринослава, Красноярска, Томска и других городов — он «приложил руку» (исполнил планы или проконсультировал) к планам около 500 городов.

## Научные труды
Альбомы:
- «Шлюзы, мосты, дома» (1806?);
- «Планы чугунных мостов на Мойке» (1807);
- «Строения для города Царского Села» (1809);
- «Собрание фасадов, Е. И. В. опробованных для частных строений в городах Российской империи» (1809, совместно с Л. Руска и В. П. Стасовым);
- «Разделение городских кварталов на обывательские места» (1811).

## Финал жизни
Император Александр I, неоднократно осматривавший Царское Село, был доволен работами, идущими в городе; 28 декабря 1809 года он подписал указ о пожаловании коллежскому асессору В. Гесте ордена Св. Владимира IV степени.
В 1817 году зодчему был высочайше пожаловано в вечное и потомственное владение занимаемый им дом № 152 на Московской улице в Царском Селе и пенсион в 1 500 рублей (без выхода в отставку). При этом архитектор продолжал оставаться подданным Великобритании. Вильям Гесте скончался 4 (16) июня 1832 года и был похоронен на Казанском кладбище Царского Села. Местонахождение его могилы неизвестно; кроме того, не сохранилось ни одного портрета архитектора.